# Die Elenden sollen essen, BWV 75

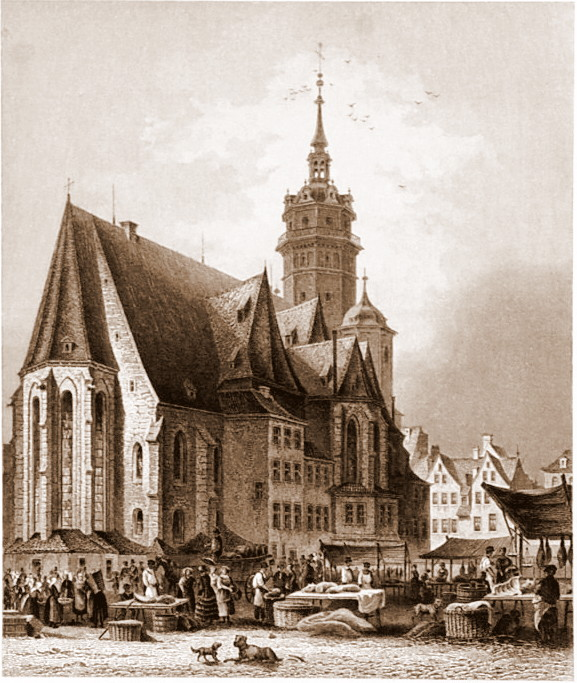
Nikolaikirche, c. 1850, Leipzig.

Die Elenden sollen essen, BWV 75 (Los pobres comerán hasta saciarse) es una cantata de iglesia escrita por Johann Sebastian Bach en Leipzig para el primer domingo después de la Trinidad y estrenada el 30 de mayo de 1723.
Bach compuso esta obra en un momento decisivo de su carrera. Tras una serie de trabajos en diversas iglesias y cortes, asumió su puesto como Thomaskantor en Leipzig el primer domingo después de la Trinidad, interpretando esta cantata. La BWV 75 marca el comienzo de su primer ciclo anual de cantatas, que a su vez dio inicio al ambicioso proyecto de componer una cantata nueva para cada evento del año litúrgico. Se trata de una obra compleja estructurada en una inusual disposición de catorce movimientos, que se dividen en dos partes simétricas de siete movimientos cada una. El poeta anónimo empieza el texto con una cita del Salmo 26 y parte de sus ideas sobre riqueza y pobreza, ricos y pobres, y pone de manifiesto los contrastes. El enfoque de la segunda parte se centra en ser pobre o rico de espíritu. Ambas partes concluyen con una estrofa del himno "Was Gott tut, das ist wohlgetan" de Samuel Rodigast.

## Historia
Bach había ocupado puestos como Kantor y organista en numerosas iglesias, así como en las cortes de Weimar y Köthen, cuando solicitó el cargo de Thomaskantor en Leipzig. Tenía 38 años y contaba con una reputación como organista y experto en órgano. Había compuesto cantatas sacras especialmente la cantata fúnebre Actus tragicus hacia 1708. En Weimar había comenzado el proyecto de cubrir todas los eventos del año litúrgico creando una cantata cada mes durante cuatro años. Entre la producción de ese tiempo destacan Weinen, Klagen, Sorgen, Zagen, BWV 12 y Erschallet, ihr Lieder, BWV 172. Bach compuso esta obra durante su primer año como Thomaskantor en Leipzig para el primer domingo después de la Trinidad. Forma parte de su primer ciclo anual de cantatas corales. Bach había empezado a componer una cantata prácticamente para cada domingo y festivo del año litúrgico, un proyecto que Christoph Wolff describió como "una empresa artística de la mayor escala".
La partitura autógrafa está cuidadosamente escrita en un papel que no era de Leipzig, probablemente mientras Bach todavía residía en Köthen. Una crónica de Leipzig, "Acta Lipsiensium academica", recogió el evento social: "... führte ... Hr. Joh. Sebastian Bach ... mit gutem applauso seine erste Music auf" (... interpretó ... con un buen aplauso su primera música). "buen aplauso" quiere decir que recibió una gran acogida en vez de referirse al acto físico de aplaudir. Una traducción diferente interpreta la nota como "... el nuevo Cantor y director del Collegium Musicum, Herr Johann Sebastian Bach, que ha llegado aquí desde la corte del Príncipe de Cöthen, produjo su primera música aquí con gran éxito".
La cantata fue interpretada por primera vez el 30 de mayo de 1723 en el servicio celebrado en Nikolaikirche para tomar posesión de su cargo como Thomaskantor. Desde ese momento fue responsable de la música para los servicios regulares de las cuatro principales iglesias de Leipzig: Thomaskirche (Santo Tomás), Nikolaikirche (San Nicolás), Neue Kirche (Nueva Iglesia) y Peterskirche (San Pedro). Asimismo se encargaba de la educación del Thomanerchor.

## Análisis

### Texto
Las lecturas establecidas para ese día eran de la primera epístola de Juan, "Dios es amor" (1 Juan 4:16-21), y del evangelio según San Lucas, la parábola del rico epulón y el pobre Lázaro (Lucas 16:19-31).
El poeta desconocido comienza la cantata con un versículo de un salmo, Salmos 22:26 (el versículo 27 en la Biblia de Lutero), "Comerán los humildes y serán saciados; alabarán al Señor al que buscan: vuestro corazón vivirá para siempre", conectando el Evangelio con el Antiguo Testamento como punto de partida. La siguiente cantata para el mismo evento, Brich dem Hungrigen dein Brot, BWV 39 (Comparte tu pan con los hambrientos), empieza de forma similar con una cita del Antiguo Testamento. El poeta se extiende en el contraste entre "Reichtum und Armut" (riqueza y pobreza, ricos y pobres) en catorce elaborados movimientos, organizados en dos partes para ser interpretadas antes y después del sermón respectivamente. Ambas partes concluyen con una estrofa del himno "Was Gott tut, das ist wohlgetan" de Samuel Rodigast, la segunda estrofa en el movimiento 7 y la sexta estrofa en el movimiento 14.

### Instrumentación
La obra está escrita para cuatro voces solistas (soprano, alto, tenor y bajo), un coro a cuatro voces; trompeta, dos oboes, un oboe d'amore, dos violines, viola y bajo continuo incluyendo fagot.

### Estructura
Consta de catorce movimientos, que se organizan en dos partes pensadas para ser interpretadas antes y después del sermón respectivamente. La duración de la interpretación es aproximadamente de 35 minutos. En la siguiente tabla de movimientos la partitura dividida en voces, viento y cuerda, sigue el Neue Bach-Ausgabe. El grupo del continuo no aparece en la lista, ya que toca a lo largo de toda la obra. Las tonalidades y los compases están tomados de Alfred Dürr.
Parte 1
| N.º | Tipo       | Texto (fuente)                                     | Voces | Viento | Cuerda | Tonalidad           | Compás    |
| --- | ---------- | -------------------------------------------------- | ----- | ------ | ------ | ------------------- | --------- |
| 1   | Coro       | Die Elenden sollen essen (Salmos 22:26)            | SATB  | 2Ob Fg | 2Vl Va | mi menor            | 3/4 - 4/4 |
| 2   | Recitativo | Was hilft des Purpurs Majestät (anón.)             | B     |        | 2Vl Va | si menor - mi menor | 4/4       |
| 3   | Aria       | Mein Jesus soll mein alles sein (anón.)            | T     | Ob     | 2Vl Va | sol mayor           | 4/4       |
| 4   | Recitativo | Gott stürzet und erhöhet (anón.)                   | T     |        |        | la menor - do mayor | 4/4       |
| 5   | Aria       | Ich nehme mein Leiden mit Freuden auf mich (anón.) | S     | Oa     |        | la menor            | 3/8       |
| 6   | Recitativo | Indes schenkt Gott ein gut Gewissen (anón.)        | S     |        |        | sol mayor           | 4/4       |
| 7   | Coral      | Es woll uns Gott genädig sein (Rodigast)           | SATB  | 2Ob    | 2Vl Va | sol mayor           | 4/4       |

Parte 2
| N.º | Tipo       | Texto (fuente)                             | Voces | Viento | Cuerda    | Tonalidad            | Compás |
| --- | ---------- | ------------------------------------------ | ----- | ------ | --------- | -------------------- | ------ |
| 8   | Sinfonia   | Die Elenden sollen essen (Salmos 22:26)    |       | Tr     | 2Vl Va    | sol mayor            | 2/2    |
| 9   | Recitativo | Nur eines kränkt (anón.)                   | A     |        | 2Vl Va    | mi menor - sol mayor | 4/4    |
| 10  | Aria       | Jesus macht mich geistlich reich (anón.)   | A     |        | 2Vl unís. | mi menor             | 3/8    |
| 11  | Recitativo | Wer nur in Jesu bleibt (anón.)             | B     |        |           | re mayor - do mayor  | 4/4    |
| 12  | Aria       | Mein Herze glaubt und liebt (anón.)        | B     | Tr     | 2Vl Va    | do mayor             | 4/4    |
| 13  | Recitativo | So soll die Christenheit (anón.)           | T     |        |           |                      | 4/4    |
| 14  | Coral      | Was Gott tut, das ist wohlgetan (Rodigast) | SATB  | 2Ob    | 2Vl Va    | sol mayor            | 4/4    |

Las dos partes de siete movimientos cada una, está compuestas siguiendo una disposición casi idéntica que alterna recitativos y arias con un coral de cierre. La única diferencia es que la segunda parte comienza con una sinfonia en lugar de un coro.
Bach señaló el evento, creando un coro inicial con ciertas reminiscencias de una obertura francesa, con una primera sección lenta en ritmo con puntillo y una rápida fuga. Eligió la misma estructura un año antes para el inicio de su segundo ciclo anual de cantatas corales con O Ewigkeit, du Donnerwort, BWV 20. La composición también puede ser considerada como un preludio y fuga a gran escala. El preludio se divide en dos secciones separadas por un breve interludio, a la manera de un motete conforme a las diferentes ideas del texto. En la fuga sobre las palabras "Euer Herz soll ewiglich leben" (Tu corazón vivirá para siempre), el sujeto es desarrollado tres veces, separado de nuevo por interludios.
Cuatro de los recitativos son secco, acompañados solamente por el continuo, mientras que el primero de cada parte es accompagnato, iluminado por la cuerda. En las arias, la voz y los instrumentos en general comparten los temas. Las arias pueden considerarse como una suite de movimientos de danza franceses, el aria de tenor una polonesa, la de soprano un minueto, la de alto un passepied y la de bajo una giga. En la última aria, la trompeta inicia el número y después acompaña al bajo en una figuración virtuosística, añadiendo esplendor a las palabras "Mein Herze glaubt und liebt" (Mi corazón cree y ama).
La música de las dos estrofas del coral es idéntica. La melodía no es un simple arreglo a cuatro voces como en la mayor parte de las últimas cantatas de Bach, sino que las voces son insertadas en un concerto de la orquesta, dirigido por el violín I y el oboe I. El tema instrumental se deriva de la primera línea de la melodía del coral.
La sinfonia que abre la segunda parte, inusual en las cantatas de Bach, es especialmente notable puesto que es una fantasía coral sobre la misma melodía coral. La melodía es interpretada por la trompeta, que había permanecido en silencio durante la primera parte, como cantus firmus contra un arreglo polifónico de cuerda, enfatizando una vez más "Was Gott tut, das ist wohlgetan" (Lo que Dios hace, bien hecho está).

## Discografía selecta
De esta pieza se han realizado una serie de grabaciones entre las que destacan las siguientes.
- 1970 – Die Bach Kantate Vol. 38. Helmuth Rilling, Frankfurter Kantorei, Bach-Collegium Stuttgart, Ingeborg Reichelt, Julia Hamari, Adalbert Kraus, Hanns-Friedrich Kunz (Hänssler)
- 1977 – J. S. Bach: Das Kantatenwerk Vol. 19. Gustav Leonhardt, Knabenchor Hannover, Collegium Vocale Gent, Leonhardt-Consort, Marcus Klein (solista del Knabenchor Hannover), Paul Esswood, Adalbert Kraus, Max van Egmond (Teldec)
- 1998 – J.S. Bach: Complete Cantatas Vol. 6. Ton Koopman, Amsterdam Baroque Orchestra & Choir, Ruth Ziesak, Elisabeth von Magnus, Paul Agnew, Klaus Mertens (Antoine Marchand)
- 1998 – J.S. Bach: Cantatas Vol. 8. Masaaki Suzuki, Bach Collegium Japan, Midori Suzuki, Yoshikazu Mera, Gerd Türk, Peter Kooy (BIS)
- 2000 – Bach Edition Vol. 19: Cantatas Vol. 10. Pieter Jan Leusink, Holland Boys Choir, Netherlands Bach Collegium, Ruth Holton, Sytse Buwalda, Knut Schoch, Bas Ramselaar (Brilliant Classics)
- 2000 – Bach Cantatas Vol. 1. John Eliot Gardiner, Monteverdi Choir, English Baroque Soloists, Gillian Keith, Wilke te Brummelstroete, Paul Agnew, Dietrich Henschel (Soli Deo Gloria)
- 2003 – J.S. Bach: Weinen, Klagen.... Philippe Herreweghe, Collegium Vocale Gent, Carolyn Sampson, Daniel Taylor, Mark Padmore, Peter Kooy (Harmonia Mundi France)